# Klimhal

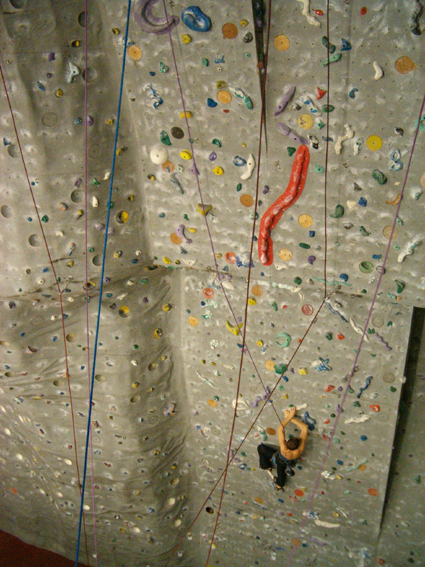
Zicht in indoorklimzaal

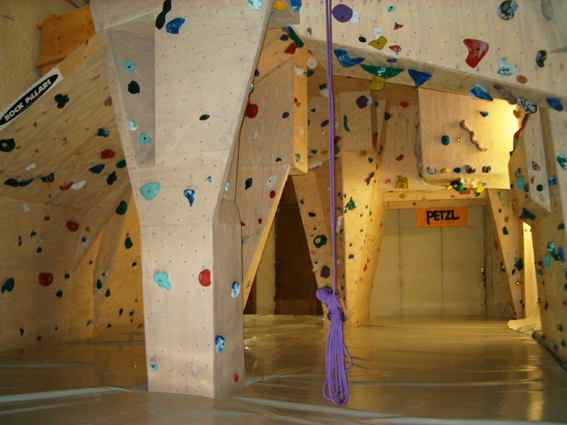
Zicht in indoorblokklimzaal

Een klimhal (in België klimzaal) is een sporthal waarin klimmuren aanwezig zijn waarop de klimsport beoefend wordt. Deze hallen bevatten kunstmatige klimroutes, doorgaans in een kleur aangegeven, in verschillende graden van moeilijkheid. De routes worden meestal geklommen met topropes, maar ook de mogelijkheid tot voorklimmen is aanwezig.

Sommige zalen beschikken over een boulderplaats.
Nederland kent verhoudingsgewijs een groot aantal klimhallen. 

De grootste klimhal van Europa staat te Gent aan het sportcomplex de blaarmeersen. 